# آکسیم
آکسیم یک شهر ساحلی و مرکز ناحیه شهری شرق نزما است، بخشی در منطقه غربی غنای جنوبی. اکسیم در ۶۴ کیلومتری غرب شهر بندری سکوندی-تاکورادی در منطقه غربی واقع در غرب خاکپوز سه نقطه قرار دارد. جمعیت ساکن آکسیم در سال ۲۰۱۳، ۲۷۷۱۹ نفر است.